# Gustav Adolf Papendick
Gustav Adolf Papendick (* 26. April 1839 in Naußeden, Kreis Ragnit als Adolph Julius August Papendick; † 24. Mai 1908 in Schöneberg bei Berlin) war ein deutscher Pianist, Musikpädagoge und Komponist.

## Leben
Papendick war der Sohn des am Berliner Kammergericht beschäftigten Auskultators Julius Papendick und dessen Ehefrau Maria, geborene von Groß. Die erste musikalische Ausbildung erhielt er von seinem Vater, der ihm Klavierunterricht erteilte und der seine hohe musikalische Begabung früh erkannte. Der Vater unternahm mit ihm eine Bildungsreise nach Russland, wo Papendick von Adolf Henselt Unterricht im Klavierspiel erhielt. 1846 kam er nach Berlin, wo er auch in öffentlichen Konzerten auftrat. Aufgrund seines außerordentlichen Talents wurde er dem preußischen König Friedrich Wilhelm IV. empfohlen, der für seine weitere Ausbildung 450 Taler bewilligte. Papendick nahm daraufhin Klavierunterricht bei Charles Voss und später bei Theodor Kullak. Seine jüngere Schwester Ida, eine Harfenistin, trat 1854 schon im Alter von zwölf Jahren gemeinsam mit ihm in einer öffentlichen Konzertveranstaltung auf. Auch noch später traten die Geschwister gemeinsam in Konzerten auf, z. B. 1857 im Stadttheater von Riga.
Papendick war später langjährig als Musikpädagoge im Range eines Professors am Mohr’schen Konservatorium in Berlin tätig. Er hielt Vorträge über die Pädagogik des Klavierspiels, und er komponierte auch. 1869 wurde er Mitglied des Allgemeinen Deutschen Musikvereins. Er starb im Alter von 69 Jahren.
Papendick war seit 1881 mit Anna Bertha Heidel (1860–1941) verheiratet.